# Sant Pere de Magrà
Sant Pere de Magrà és una església de Castellfollit de Riubregós (Anoia) inclosa a l'Inventari del Patrimoni Arquitectònic de Catalunya.

## Descripció

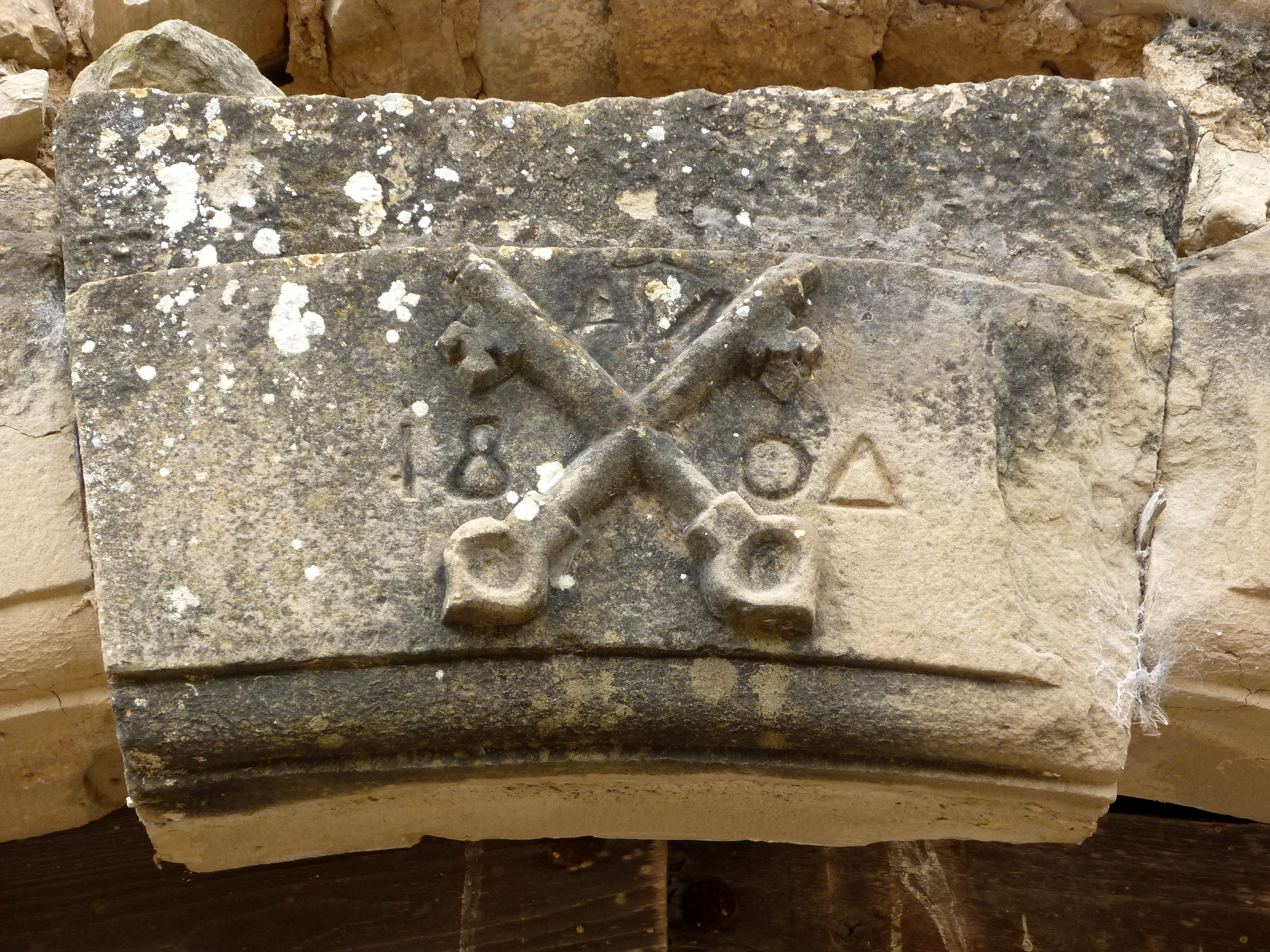
Símbols de Sant Pere

És de planta rectangular, amb portal d'arc rebaixat (que té a la pedra central dues claus creuades, símbol de sant Pere, amb la inscripció "1804") i, damunt la porta, un ull de bou fet de dues pedres.

## Història
És documentada des de l'any 1166, com a depenent del monestir de Sant Benet de Bages. L'edifici actual data del segle xvii i fou beneït el 1652.